# Emmaüs (zorgsector)
De vzw Emmaüs is een zorgnetwerk dat voornamelijk actief is in de Belgische provincie Antwerpen. Het groepeert zorgvoorzieningen in de gezondheids- en welzijnszorg en stelt 7400 medewerkers te werk. De maatschappelijke zetel ligt in Mechelen in gebouw de Noker aan de Edgard Tinellaan.
De initiatiefnemers van Emmaüs waren de vzw Gezondheidszorg Covabe en de Christelijke Mutualiteiten Mechelen. De fusiebesprekingen tussen het AZ Sint-Jozef in Mechelen en het AZ Sint-Norbertus in  Duffel in 1997 lagen aan de basis van de nieuwe vzw Emmaüs. De fusie van de voorzieningen van de initiatiefnemers werd afgerond in 1998.
Sindsdien werden Home Marjorie, Jeugdzorg Emmaüs, het woonzorghuis Ambroos in Hofstade-Zemst (start in 2012), het woonzorghuis Sint-Jozef in Wommelgem (2014), Monnikenheide in Zoersel  (2015), vzw Spectrum (2020), dagcentra Stichting Bohets (2021) en woonzorghuis De Buurt (2022) opgenomen in de vzw. In 2011/2012 werd een deel van het psychiatrisch ziekenhuis in Duffel via een associatie met het Universitair Ziekenhuis Antwerpen een universitaire ziekenhuisdienst.

## Zorginstellingen
Emmaüs groepeert de volgende zorginstellingen:
- Algemene ziekenhuizen: 
  - AZ Voorkempen (Malle)
  - AZ Sint-Maarten (Mechelen).
- Geestelijke gezondheidszorg: 
  - Universitair Psychiatrisch Centrum Duffel (Duffel)
  - Psychiatrisch Ziekenhuis Bethaniënhuis (Zoersel en Kapellen)
  - Psychiatrisch Verzorgingstehuis Schorshaegen (Duffel, Heist-op-den-Berg)
  - Psychosociaal revalidatiecentrum Pastel (regio Mechelen)
  - Psychiatrisch Verzorgingstehuis De Landhuizen (Zoersel)
  - Beschut Wonen en psychiatrische thuiszorg Este (Duffel en ruimere regio)
  - Beschut Wonen en psychiatrische thuiszorg De Sprong (Zoersel en ruimere regio)
  - Therapeutische Gemeenschap De Evenaar (Antwerpen) en Ambulant revalidatiecentrum De Keerkring (Antwerpen en Schilde)
- Ouderenzorg (www.woonzorgemmaus.be):
  - Woonzorghuis Ten Kerselaere (Heist-op-den-Berg)
  - Woonzorghuis Hof van Arenberg (Duffel)
  - Woonzorghuis Sint-Jozef (Kallement (Wommelgem)
  - Woonzorghuis Ambroos (Muizenstraat (Hofstade (Vlaams-Brabant))
  - Woonzorghuis De Buurt (Zoersel)
- Ondersteuning van personen met een beperking: 
  - Dienstverleningscentrum Klavier (Merksplas, Zoersel)
  - Dienstverleningscentrum Zevenbergen (Ranst, Duffel)
  - Monnikenheide-Spectrum (Zoersel)
  - Home Marjorie (Heist-op-den-Berg)
- Kind, Jeugd en Gezin: 
  - Jeugdzorg Emmaüs (regio Mechelen, regio Antwerpen)
  - Centrum Kinderzorg en Gezinsondersteuning Betlehem (Mechelen en Willebroek)
  - Kinderdagopvang Hummeltjes (Duffel), Zonnebloem (Mechelen)
  - Buitenschoolse opvang Speelvogels (Duffel).[3]

## Kerncijfers 2021
- 7467 medewerkers, meer dan 300 artsen, 1000 vrijwilligers

De voorzitter van het bestuur is Katrien Kesteloot. De voorzitter van het dagelijks bestuur van de vzw is Inge Vervotte.